# Unlimited (album de Reba McEntire)
Albums de Reba McEntire
Heart to Heart Behind the Scene
Unlimited est le cinquième album studio de l'artiste Reba McEntire. Sur ce disque figure ses premiers succès : "Can't Even Get The Blue" et "You're the First Time I've Thought About Leaving". Ce fut l'un de ses premiers enregistrements réalisés chez Mercury qui sera publié en CD, en 1990, mais à l'instar de la majorité de ses premiers albums il n'est maintenant disponible qu'en téléchargement digital .

## Liste des pistes
| No  | Titre                                            | Durée |
| --- | ------------------------------------------------ | ----- |
| 1.  | I'd Say You                                      | 2:58  |
| 2.  | Everything I'll Ever Own                         | 3:19  |
| 3.  | What Do You Know About Heartache?                | 2:50  |
| 4.  | Out of the Blue                                  | 2:34  |
| 5.  | Over, Under and Around                           | 2:13  |
| 6.  | I'm Not That Lonely Yet                          | 2:43  |
| 7.  | Whoever's Watchin'                               | 2:46  |
| 8.  | Old Man River (I've Come to Talk Again)          | 3:22  |
| 9.  | You're the First Time I've Thought About Leaving | 2:51  |
| 10. | Can't Even Get the Blues                         | 2:25  |

## Musiciens
- Reba McEntire – chant, chœurs

- Jerry Carrigan – batterie, percussion
- Kenny Malone – batterie, percussion
- Mike Leech – basse
- Bob Moore[Lequel ?] – basse
- Ray Edenton – guitare
- Gordon Kennedy – guitare
- Jerry Kennedy - guitare
- Pete Wade – guitare
- Chip Young – guitare
- Weldon Myrick steel guitar
- Hargus "Pig" Robbins – claviers
- Charlie McCoy - harmonica
- Buddy Spicher – fiddle
- Bobby Thompson – banjo
- Yvonne Hodges – chœurs
- Susie McEntire – chœurs
- Louis Dean Nunley – chœurs
- Ricky Page – chœurs
- D. Bergen White – chœurs, arrangements des cordes
- Trish Williams – chœurs
- Dennis Wilson – chœurs
- George Binkley III – cordes
- John Catchings – cordes
- Marvin Chantry – cordes
- Roy Christensen – cordes
- Virginia Christensen – cordes
- Carl Gorodetsky – cordes
- Lennie Haight – cordes
- Dennis Molchan – cordes
- Chris Teal – cordes
- Gary VanOsdale – cordes
- Pamela VanOsdale – cordes
- Stephanie Woolf – cordes

### Production
- Jerry Kennedy – producteur
- Brent King – ingénieur du son, mixage
- Rick McCollister – ingénieur du son, mixage
- Ken Criblez – assistant ingénieur du son
- Steve Fralick – assistant ingénieur du son
- Tim Kish – assistant ingénieur du son
- Phil Austin – mastering

## Classements

### Album
| Classements (1982)                      | Position |
| --------------------------------------- | -------- |
| États-UNIS Billboard Top Country Albums | 22       |

| Année | Single                                             | Position   | Position    |
| Année | Single                                             | US Country | CAN Country |
| ----- | -------------------------------------------------- | ---------- | ----------- |
| 1982  | "I'm Not That Lonely Yet"                          | 3          | 11          |
| 1982  | "Can't Even Get the Blues"                         | 1          | —           |
| 1983  | "You're the First Time I've Thought About Leaving" | 1          | 5           |